# Saartje Specx
Saartje Specx (Hirado, 1617 – Formosa, 1636) è stata una donna che fu al centro di uno scandolo mentre viveva a Batavia.

## Biografia
Figlia del mercante e governatore delle Indie olandesi Jacques Specx e di una concubina giapponese, nacque nel quartiere commerciale olandese della città di Hirado, in Giappone.
Sorse alla popolarità grazie ad uno scandalo che la coinvolse nel 1629, quando aveva 12 anni. All'epoca viveva a Batavia sotto la protezione dell'allora governatore delle Indie olandesi Jan Pieterszoon Coen e della moglie Eva Ment, in quanto il padre era in viaggio per ritornare nei Paesi Bassi. Qui Saartije conobbe un ragazzo di 15 anni dal nome di Pieter Cortenhoeff, un portabandiera di origine euro-asiatiche, appartenente all'esercito della Compagnia Olandese. Dopo una frequentazione, i due furono infine trovati mentre facevano l'amore nell'appartamento privato di Coen.
Quando la notizia giunse al governatore, come testimonia uno scrittore del tempo, «il suo volto divenne bianco e la sedia e il tavolo iniziarono a tremare». Il governatore era di fede fermamente calvinista e considerò quanto accaduto nella sua abitazione come un oltraggio al proprio onore. Coen fece perciò decapitare Cortenhoeff il 6 giugno 1629 ed era intenzionato a giustiziare per annegamento Saartje, fin quando fu persuaso a farla solamente torturare pubblicamente mediante frusta davanti al municipio di Batavia, previa obbligatoria visione della decapitazione dell'amante.
Secondo la normativa che regolava i possedimenti asiatici Compagnia Olandese, Saartje, in quanto nata da madre asiatica, non aveva diritto di vivere nei Paesi Bassi. Nel 1932 si sposò con Georgius Candidius, un predicatore e missionario calvinista. I due si stabilirono nei possedimenti olandesi di Formosa dove Saartje morì nel 1636.

## Eredità
Lo scandalo in cui Saartje fu coinvolta e la brutalità della repressione da parte di Coen fu d'ispirazione per diversi autori. Jacob Cats scrisse un opuscolo a riguardo della vicenda che vendette 50 000 copie. Nel 1931 Jan Jacob Slauerhoff elaborò un'opera teatrale critica riguardo al colonialismo sul governatore Coen dal titolo Jan Pietersz Coen in cui la storia di Saartje veniva nuovamente raccontata.
Anche in tempi più moderni l'accaduto è stato ripreso da scrittori vari. Nel 2018 la scrittrice olandese Simone van der Vlugt diede alle stampe il romanzo storico sulla vicenda chiamato Het schaduwspel, mentre nel 2020 il giornalista e storico tedesco Christoph Driessen pubblicò, sempre sulla vicenda, Die Muskatprinzessin.